# Sent Jòrdi (Avairon)
Sent Jòrdi (en francès Saint-Georges-de-Luzençon) és un municipi francès situat al departament de l'Avairon i a la regió d'Occitània.

## Demografia
| 1962                                       | 1968 | 1975 | 1982  | 1990  | 1999  | 2006  |
| ------------------------------------------ | ---- | ---- | ----- | ----- | ----- | ----- |
| 793                                        | 827  | 777  | 1.027 | 1.144 | 1.301 | 1.635 |
| Des de 1962: població sense dobles comptes |      |      |       |       |       |       |

## Administració
| Període   | Identitat     | Partit |
| --------- | ------------- | ------ |
| 2001-2008 | Robert Cros   |        |
| 2008-     | Gérard Prêtre |        |